# Everbergse baardkriel

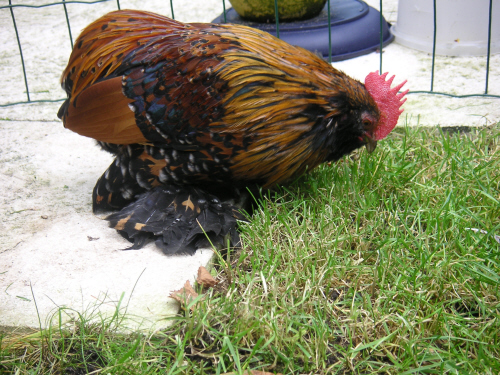
Haan porselein - duizendkleur

De Everbergse baardkriel is een kippenras uit België. Het is de bolstaart-variant van de Ukkelse baardkriel. De genetische factor voor de bolstaart (niet aanwezig zijn van de laatste staartwervel) is een dominante erfelijke eigenschap. Naast de staartloosheid is er geen verschil met de Ukkelse baardkriel. Toch lijken de Everbergse baardkrielen vaak korter en compacter dan de Ukkelse baardkrielen. Onderzoekers hebben vastgesteld dat staartloze kippen een aantal ruggenwervels missen en dat er een aantal spieren ontbreken of een andere positie hebben gekregen.
De Everbergse baardkriel dankt zijn naam aan de plaats waar deze variant voor het eerst voorkwam, het eerste exemplaar werd geboren in 1906 te Everberg, een klein plaatsje ten oosten van Brussel. Dit ras werd gecreëerd door de rijke industrieel Pauwels. In de jaren veertig creëerde Georges Lamarche dit ras opnieuw, maar na enkele jaren verdween het weer. In de jaren zestig waren er creatiepogingen, sommige zelfs succesvol. Maar de grote belangstelling bleef uit.

In het begin van de jaren negentig wilde Jaak Bolle uit Koekelare met Everbergse baardjes starten. Daar er toen bijna geen Everbergse baardjes meer te bemachtigen waren, heeft Jean Pierre Muys heel wat inspanningen geleverd om aan twee exemplaren te geraken, een voor Jaak en een voor Jean Pierre. Dit was de nieuwe start tot het vermeerderen en het behoud van dit zeldzame ras.

## Kleurslagen
Waar er in het begin van de jaren negentig enkel porselein- en isabelporseleinkleurige dieren waren, is door inspanningen van fokkers Jaak Bolle en Jean Pierre Muys een aantal kleurslagen terug zoals zwart, wit, blauw, zwart witgepareld, blauw witgepareld, kwartel, blauwkwartel en buff columbia of creëerden enkele nieuwe kleurslagen zoals witkwartel, okerwitporselein en isabel parelgrijscolumbia. Ongeveer in diezelfde periode was wijlen Dhr. Mollinger in Delft serieus bezig met de Ukkelse en Everbergse baardkriel, dit in de kleurslagen porselein en isabelporselein.
Nadat er meer kleurslagen waren en er dieren op de tentoonstellingen verschenen, groeide de interesse voor het ras. Er kwamen meer fokkers en het aantal dieren op de shows steeg gestaag. De populariteit is anno 2005 weer aan het dalen.

## Eigenschappen
De Everbergse baardkriel is een zeer tam, lief en aanhankelijk ras.
In een ruime kooi kunnen soms haantjes zonder problemen samen wonen. De dieren zitten graag op een stok of boompje, en slapen ook het liefst boven de grond of op een hoge stok. Sommige stammen van baardkrielen zijn erg gevoelig voor de ziekte van Marek en dienen op de eerste dag ingeënt te worden.
- Gewicht haan : 700 gram
- Gewicht hen : 600 gram
- Eieren per jaar : ± 100
- Kamvorm: Enkel
- Baard: Ja
- Tenen: 4